# Кама, Бхикайи
Бхикайи Рустом Кама (санскр. भीखाइजी कामा; 24 сентября 1861, Бомбей, Бомбейское президентство,
Британская Индия — 13 августа 1936, Бомбей) — индийский политический и общественный деятель, борец за свободу Индии от британского владычества, видный деятель Индийского национально-освободительного движения, активистка борьбы за права женщин. Была первым человеком, поднявшим индийский флаг за границей страны.

## Биография

Первый вариант флага независимой Индии

Родилась в большой, богатой зороастрийской семье парсов. Её родители, Сорабджи Фрамджи Патель и Джайджибай Сорабджи Патель, были хорошо известны в городе, где отец юрист по образованию и торговец по профессии был влиятельным членом общины парсов.
Как и многие девушки-парси того времени, Бхикхайджи посещала английский колледж для девочек. По общему мнению, Бхикайи обладала большими способностями к языкам.

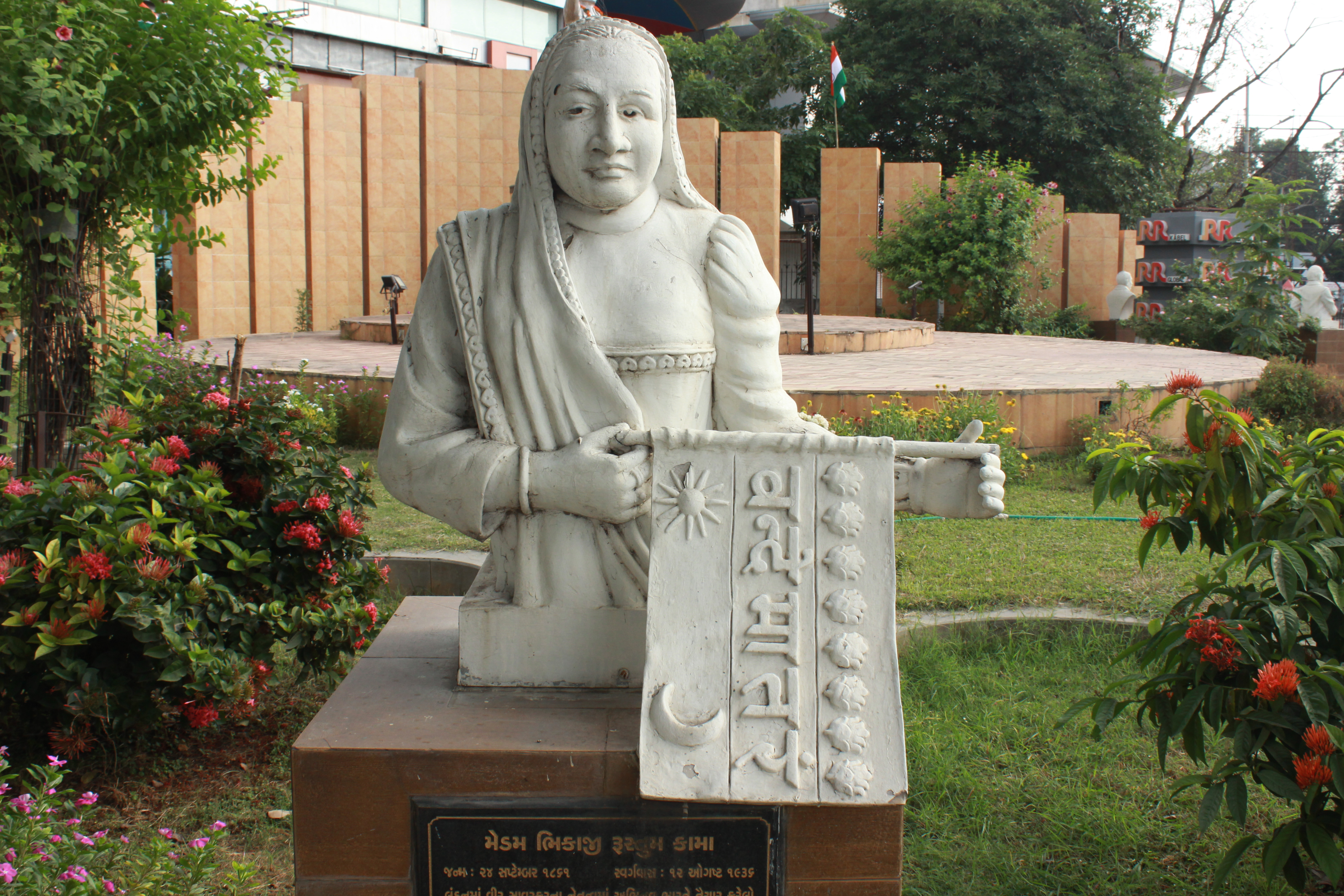
Бюст Бхикайи Кама с «Флагом независимости Индии» в Кранти ван Вадодара, Гуджарат

В августе 1885 года вышла замуж за Растома Кама. Её муж был богатым пробританским юристом. Это был несчастливый брак, и Бхикайи тратила бо́льшую часть своего времени и энергии на благотворительную деятельность и общественную работу. В октябре 1896 года Бомбейское президентство было опустошено голодом, а вскоре после этого и бубонной чумой. Она присоединилась к одной из многочисленных команд по сбору средств и помощи пострадавшим, ухаживала за больными, делала прививки здоровым. Впоследствии сама заразилась чумой и, будучи сильно ослабленной, была отправлена в Великобританию для лечения в 1902 году.
В Британии познакомилась с Дадабхаем Наороджи, одним из основателей Индийского Национального Конгресса, у которого стала работать личным секретарём.
21 августа 1907 года, когда в немецком Штутгарте проходила Международная социалистическая конференция Бхикайи развернула первый вариант флага независимой Индии.
Провела бо́льшую часть своей жизни за рубежом, путешествуя по Европе и Америке в поисках ресурсов и поддержки для своих соотечественников. За границей выступала с лекциями, чтобы мобилизовать общественное мнение против британского правления в Индии, особенно среди индийцев-экспатриантов. Путешествовала по Соединенным Штатам с лекциями об индийцах, борющихся за независимость. В 1909 году, из-за угрозы её депортации из Англии, переехала в Париж, где её дом стал штаб-квартирой для тех, кто борется за независимость Индии.
Прожила в изгнании в Европе до 1935 года. Больная и парализованная инсультом, обратилась к британскому правительству с просьбой разрешить ей вернуться домой. Письмом из Парижа от 1935 года она согласилась воздержаться от политической деятельности. В ноябре 1935 года прибыла в Бомбей, где и умерла девять месяцев спустя в больнице общего профиля Парси в возрасте 74 лет.

## Память
- Бхикайи Рустом Кама завещала большую часть своего личного имущества приюту для девочек Avabai Petit Girls, ныне средней школе Bai Avabai Framji Petit Girls, которая создала фонд от её имени.
- В нескольких городах Индии в её честь названы улицы. Установлен бюст.
- В 1997 году Береговая охрана Индии назвала её именем патрульное судно ICGS «Bhikaji Cama».
- Существует высотный офисный комплекс в Южном Дели - Bhikaji Cama Place, в котором расположены правительственные учреждения и предприятия.